# جنود اليولداش
جنود اليولداش فرقة عسكرية برية تابعة للجيش الانكشاري، تم تشكيلها من الأجانب الذين استقدمتهم الدولة العثمانية للسيطرة على جبال الجزائر وانهاء الثورات والتمرد. وارتكبت هذه الفرقة مجازر فظيعة وعمليات سلخ للأحياء وتعذيب واغتصاب.